# Prolek
Prolek – prekursor leku, substancja nieaktywna lub słabo aktywna biologicznie, która po przemianach metabolicznych in vivo przekształca się w produkty o działaniu farmakologicznym.
Przykładami wykorzystania proleków w terapii są:
- prontosil, który jest przekształcany w organizmie w aktywny związek przeciwbakteryjny sulfanilamid[2];
- enalapryl podawany jako prolek, albowiem właściwe działanie terapeutyczne wykazuje enalaprylat (powstały w wyniku działania esteraz)[3];
- lewodopa, która w organizmie zostaje poddana dekarboksylacji do dopaminy;
- leflunomid, którego aktywny metabolit wykazuje działanie immunosupresyjne[4];
- heroina, która w mózgu zostaje deacetylowana do morfiny[5] oraz kodeina przekształcana przez wątrobę m.in. również do morfiny (demetylacja);
- cyklezonid, który jest przekształcany przez esterazy płucne do czynnego metabolitu  demetylopropionylo-cyklezonidu (des-CIC) o działaniu przeciwzapalnym wykorzystywanym w leczeniu astmy oskrzelowej;
- niektóre leki przeciwnowotworowe (np. kapecytabina), dzięki czemu unika się części działań niepożądanych związanych z dystrybucją leku; swoją aktywność przejawiają dopiero w obrębie tkanek guza, pod wpływem działania układów enzymatycznych komórek nowotworowych.